# Giovanni Battista Casanova

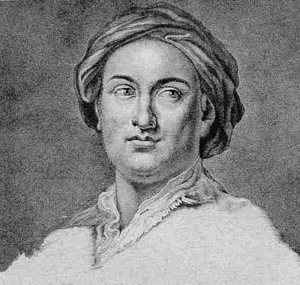
Giovanni Battista Casanova, Stich von Christian Friedrich Boetius nach einem Bild von Anton Raphael Mengs

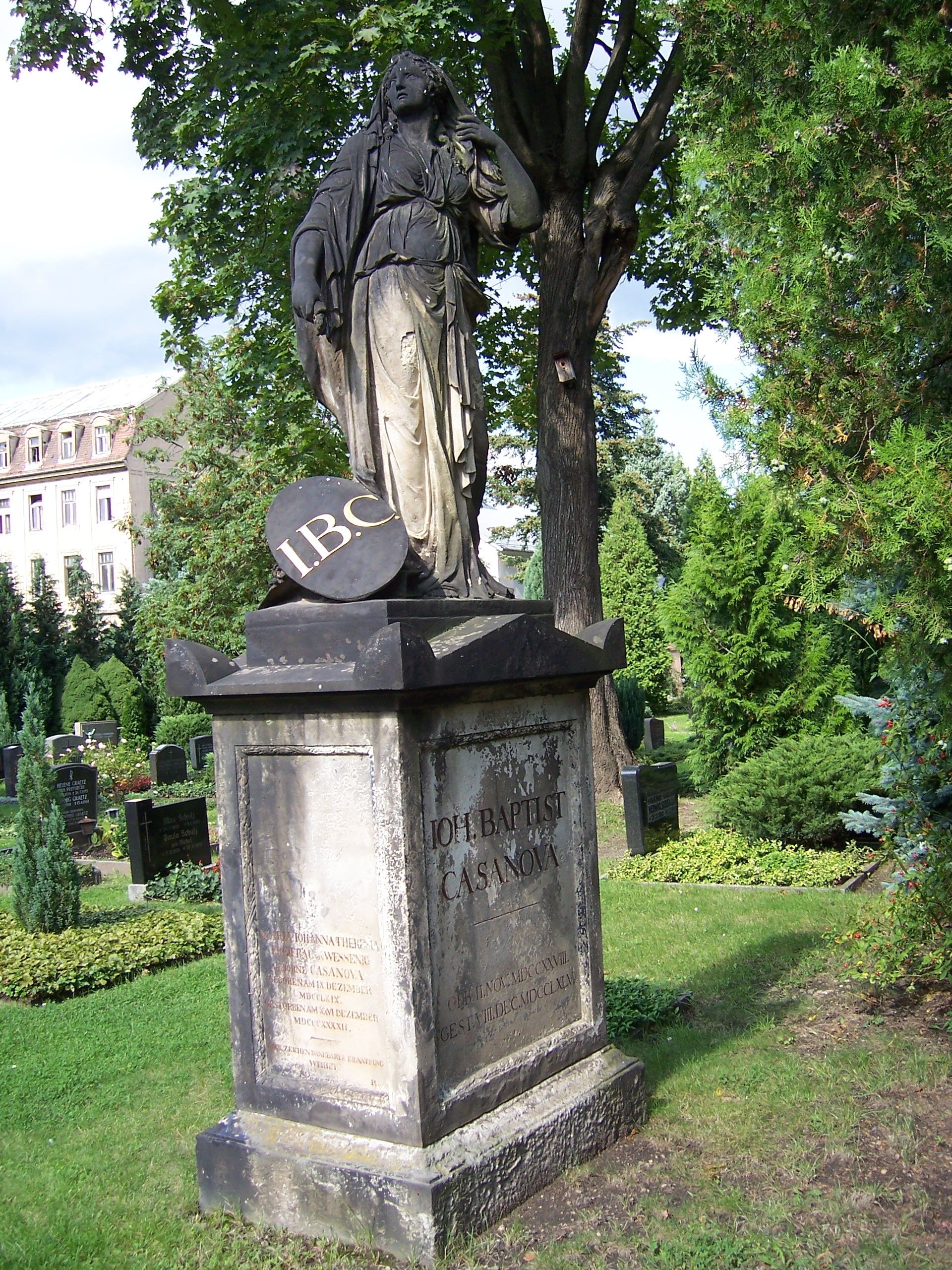
Das von Franz Pettrich gestaltete Grab Giovanni Battista Casanovas auf dem Alten Katholischen Friedhof in Dresden.

Giovanni Battista Casanova oder Giambattista Casanova, auch Johann Baptist Casanova (* 2. November 1730 in Venedig; † 8. Dezember 1795 in Dresden), war ein italienischer Maler und Zeichner, der überwiegend in Dresden und Rom lebte und arbeitete.

## Familie
Giovanni Battista war das dritte der sechs Kinder von Gaetano Casanova (1697–1733) und Giovanna, geborene Farussi (1708–1776), die in Venedig lebten. Seine Eltern waren Schauspieler. Sein älterer Bruder Giacomo Casanova war der berühmte Abenteurer und Schriftsteller. Der als Maler ebenfalls sehr erfolgreiche Bruder Francesco Casanova war Hofmaler in Wien.
Giovanni Battista Casanova war mit Teresa Roland (1744–1779) verheiratet, mit der er mehrere Kinder hatte. Zum Zeitpunkt seines Todes wohnte er in Dresden, Lochgasse Nr. 445.

## Künstlerisches Schaffen
Casanova war Schüler von Louis de Silvestre (1675–1760), Giovanni Battista Piazzetta (1683–1754), Christian Wilhelm Ernst Dietrich, gen. Dietricy (1712–1774) und Anton Raphael Mengs (1728–1779). Er studierte in Rom, Paris und Dresden. Im Dezember 1764 kam er von Rom nach Dresden zurück und wurde dort Mitbegründer, Professor und ab 1776 – gemeinsam mit Johann Eleazar Zeissig genannt Schenau (1737–1806) – Direktor der Dresdner Kunstakademie. Zu seinen Schülern gehörten Angelika Kauffmann (1741–1807), Johann Friedrich Reiffenstein (Reifenstein) (1719–1793) und Johann Joachim Winckelmann (1717–1768). Für Winckelmann zeichnete Casanova zu dessen 1767 erschienenen Monumenti antichi inediti Ausgrabungsstücke aus Pompeji und Herculaneum. Nach der Einschätzung Winckelmanns war G. B. Casanova „der größte Zeichner in Rom“. Er galt bei seinen Zeitgenossen als ein hervorragender Zeichner und Kopist, hauptsächlich der Werke von Raffael.

## Letzte Ruhestätte
Seine letzte Ruhestätte fand Casanova am 11. Dezember 1795 in Dresden auf dem Alten Katholischen Friedhof im Stadtteil Friedrichstadt. Das Grabmal gestaltete sein ehemaliger Schüler Franz Pettrich.